# Дейтон (Невада)
Дейтон (англ. Dayton) — переписна місцевість (CDP) в США, в окрузі Лайон штату Невада. Населення — 15 153 особи (2020).

## Географія
Дейтон розташований за координатами 39°16′18″ пн. ш. 119°32′42″ зх. д. / 39.27167° пн. ш. 119.54500° зх. д. (39.271625, -119.544947).  За даними Бюро перепису населення США в 2010 році переписна місцевість мала площу 82,42 км², з яких 82,39 км² — суходіл та 0,03 км² — водойми.

## Демографія
Згідно з переписом 2010 року, у переписній місцевості мешкали 8964 особи в 3385 домогосподарствах у складі 2495 родин. Густота населення становила 109 осіб/км².  Було 3766 помешкань (46/км²).
Расовий склад населення:
| - 86,7 % — білих - 1,4 % — корінних американців - 1,4 % — азіатів - 0,6 % — чорних або афроамериканців - 0,1 % — вихідців з тихоокеанських островів - 6,4 % — осіб інших рас |

До двох чи більше рас належало 3,4 %. Частка іспаномовних становила 16,1 % від усіх жителів.
За віковим діапазоном населення розподілялося таким чином: 25,5 % — особи молодші 18 років, 60,2 % — особи у віці 18—64 років, 14,3 % — особи у віці 65 років та старші. Медіана віку мешканця становила 39,4 року. На 100 осіб жіночої статі у переписній місцевості припадало 99,8 чоловіків;  на 100 жінок у віці від 18 років та старших — 97,4 чоловіків також старших 18 років.
Середній дохід на одне домашнє господарство  становив 59 222 долари США (медіана — 47 482), а середній дохід на одну сім'ю — 66 318 доларів (медіана — 53 478). Медіана доходів становила 41 503 долари для чоловіків та 32 489 доларів для жінок. За межею бідності перебувало 20,0 % осіб, у тому числі 25,4 % дітей у віці до 18 років та 19,5 % осіб у віці 65 років та старших.
Цивільне працевлаштоване населення становило 4044 особи. Основні галузі зайнятості: роздрібна торгівля — 20,0 %, освіта, охорона здоров'я та соціальна допомога — 14,1 %, науковці, спеціалісти, менеджери — 13,2 %.